# George Knightley
George Knightley est un personnage de fiction créé par la femme de lettres britannique Jane Austen. Protagoniste masculin du roman Emma publié en 1815, il est généralement appelé Mr Knightley, parce qu'il est l'aîné, mais aussi par déférence, sauf par Mrs Elton qui se permet de l'appeler familièrement « Knightley ».
Notable local appartenant à une vieille famille « de bonne souche », cet homme d'âge mûr gère avec sérieux et compétence la propriété familiale, Donwell Abbey, le plus grand domaine de la région.
Mentor d'Emma Woodhouse et porte-parole de l'auteur, qui le charge d'observer le comportement des autres personnages et d'évaluer correctement leur valeur personnelle, il est l'incarnation du parfait gentleman, ce qu'indiquent d'ailleurs son nom, celui du saint patron de l'Angleterre et son patronyme « chevaleresque » (knightly).
D'une honnêteté dont la rigueur est tempérée par son tact et sa bienveillance, il montre un esprit ouvert, un jugement sûr et pondéré, un comportement franc et décidé. Plein de discrète sollicitude pour celles que les circonstances ont fait déchoir de leur statut social antérieur comme Jane Fairfax et Miss Bates, il supporte avec bonhomie les caprices de Mr Woodhouse et, surtout, bien qu'il désapprouve fréquemment son comportement, éprouve pour Emma, qu'il connait depuis toujours et dont il est bien le seul à voir et à vouloir corriger les défauts, une affection profonde et un peu inquiète. La venue de Franck Churchill, et l'intérêt qu'Emma semble lui porter, éveillent sa jalousie et lui font perdre son flegme tout britannique, l'amenant à se conduire avec une impulsivité inattendue.

## Présentation du personnage
Comme tout, ou presque, est présenté au lecteur du point de vue de l'héroïne, Emma Woodhouse, la narratrice laisse bien des éléments concernant les autres personnages dans l'ombre, mais pas George Knightley, « dont les indignations, les doutes, la jalousie, le désarroi, les espoirs sont finement suggérés », précise Guy Laprevotte.

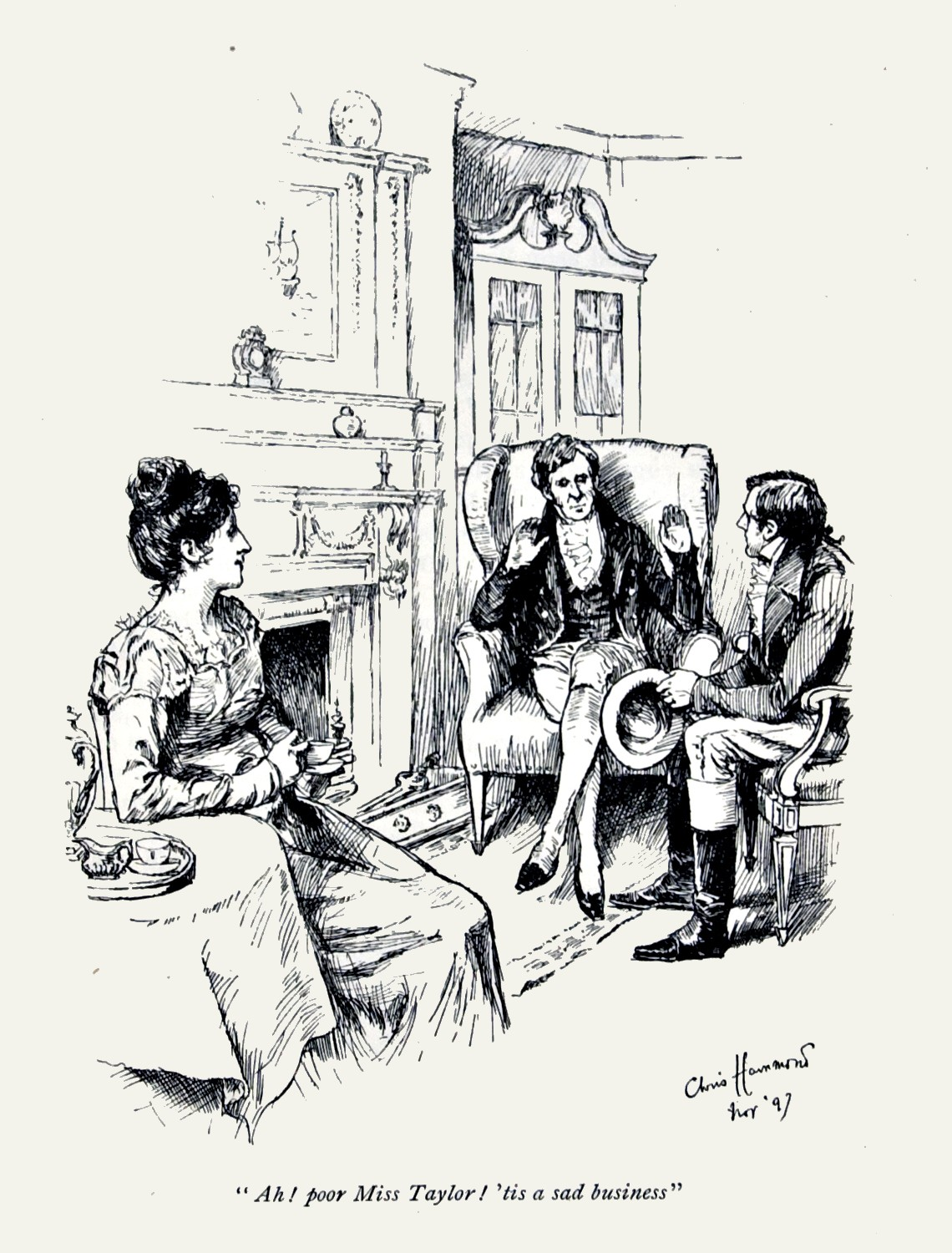
Mr Knightley vient tenir compagnie aux Woodhouse esseulés. (Chris Hammond 1898)

Mr Knightley apparaît très tôt dans le récit, au milieu du chapitre I, qui fonctionne comme une véritable scène d'exposition : visiteur quasi quotidien des Woodhouse, il vient leur tenir compagnie le soir même du mariage de Miss Taylord, anciennement gouvernante d'Emma mais devenue une véritable amie, dissipant la mélancolie d'une soirée que la jeune fille redoutait morose en la seule compagnie de son vieux père. La narratrice le présente en un court paragraphe : un trait de caractère (sensible / raisonnable), son âge (trente-sept ou trente-huit ans), ses liens avec la famille (ami de très longue date et beau-frère), son comportement habituel (des manières enjouées).
« Mr Knightley, a sensible man about seven or eight-and-thirty, was not only a very old and intimate friend of the family, but particularly connected with it as the elder brother of Isabella's husband. He lived about a mile from Highbury, was a frequent visitor and always welcome […] Mr Knightley had a cheerful manner which always did him good […]. »
« Mr Knightley était un homme de bon sens âgé de trente-sept ou trente-huit ans, non seulement depuis très longtemps ami intime de la famille, mais entretenant avec elle des relations étroites, puisqu'il était le frère ainé du mari d'Isabella. Il habitait à environ 1,5 km de Highbury, venait souvent les voir et était toujours le bienvenu […] Mr Knightley avait des manières enjouées qui faisaient du bien à Mr Woodhouse. »
Il représente tout ce dont manque le père d'Emma : la santé physique et mentale, le bon sens, l'assurance, l'altruisme. La suite de la conversation le montre dans le rôle qu'il tiendra tout au long du roman : corriger avec tact les excès et les erreurs de jugement de son entourage. Perspicace, il est chargé par la narratrice d'observer le comportement des autres personnages et d'évaluer correctement leur valeur personnelle.
On apprend au chapitre 3 le nom de sa propriété, Donwell Abbey (Donwell Abbey, the seat of Mr Knightley) et au chapitre 12 son prénom, George, lorsque son frère et lui se saluent : « How d'ye do, George? and John, how are you? », mais les rares éléments descriptifs sont donnés à travers le regard d'Emma, lorsqu'elle admire sa prestance durant le bal finalement organisé à Highbury (Ⅲ, 2) : « Comme il avait l'air jeune ! […] sa haute silhouette, droite et vigoureuse […] une grâce naturelle » (So young as he looked! […] his tall, firm, upright figure […] natural grace).

## Un grand propriétaire terrien
Comme Mr Darcy, le maître de Pemberley, Mr Knightley est l'archétype du bon landlord. Sa propriété est une ancienne abbaye,
un de ces biens ecclésiastiques confisqués et vendus par Henry VIII, ce qui suggère l'ancienneté de la famille Knightley, qui la possède vraisemblablement depuis le milieu du XVIe siècle. N'ayant aucun goût pour l'ostentation, il n'a fait aucun de ces embellissements à la mode qui coûtent fort cher, préférant faire fructifier son patrimoine foncier, qu'il exploite en bon gestionnaire, équilibrant dépenses et bénéfices : Mr Knightley n'entretient pas d'attelage dispendieux et s'il possède bien une voiture, il ne l'utilise qu'occasionnellement, pour rendre service, il  se contente, en général, de faire ses déplacements à pied ou, s'il va à Londres, à cheval.
Il s'intéresse de près aux nouvelles méthodes d'agriculture. On le voit discuter avec son frère de drainage et de clôture, de semailles et de prévisions de récoltes ; s'absenter pour affaires ou tenir ses comptes ; Emma, dans l'avant dernier chapitre, fait allusion aux conversations qu'il peut avoir avec Robert Martin, le respectable, intelligent gentleman-farmer qui gère Abbey Mill farm, concernant leurs affaires, des foires au bétail, de nouvelles semeuses (business, shows of cattle, or new drills).

## Un «honnête homme»
Mr Knightley a envers ses voisins un comportement qui fait honneur à son patronyme chevaleresque (knightly, en anglais) et à l'origine religieuse de sa propriété : il pratique une charité discrète, en particulier à l'égard de la famille de Miss Bates, lui faisant livrer chaque automne un sac de pommes et n'hésitant pas à donner, pour la fragile Jane Fairfax, les dernières de sa meilleure variété, au grand dam de Mrs Hodges, son intendante.

## Mr Knightley et Emma
Au début, il semble être pour Emma un modèle de figure paternelle. Ayant environ dix-sept ans de plus qu'elle, il assume un rôle de père de substitution, à la fois enseignant et mentor, le père biologique, âgé et valétudinaire, s'avérant incompétent. Il discute avec elle et la gronde un peu comme un frère aîné.
Il avait dit un jour à Mrs Weston, l'ancienne gouvernante d'Emma, bien avant de réaliser que l'affection et l'intérêt très sincère (very sincere interest) qu'il lui portait n'étaient pas aussi « fraternels » qu'il le croyait :
« It would not be a bad thing for her to be very much in love with a proper object. I should like to see Emma in love, and in some doubt of a return; it would do her good. But there is nobody hereabouts to attach her. »
« Il ne serait pas mauvais qu'elle s'éprenne de quelqu'un de convenable. J'aimerais voir Emma amoureuse, mais incertaine d'être aimée en retour. Cela lui ferait du bien. Mais il n'y a personne par ici qui puisse se faire aimer d'elle. »

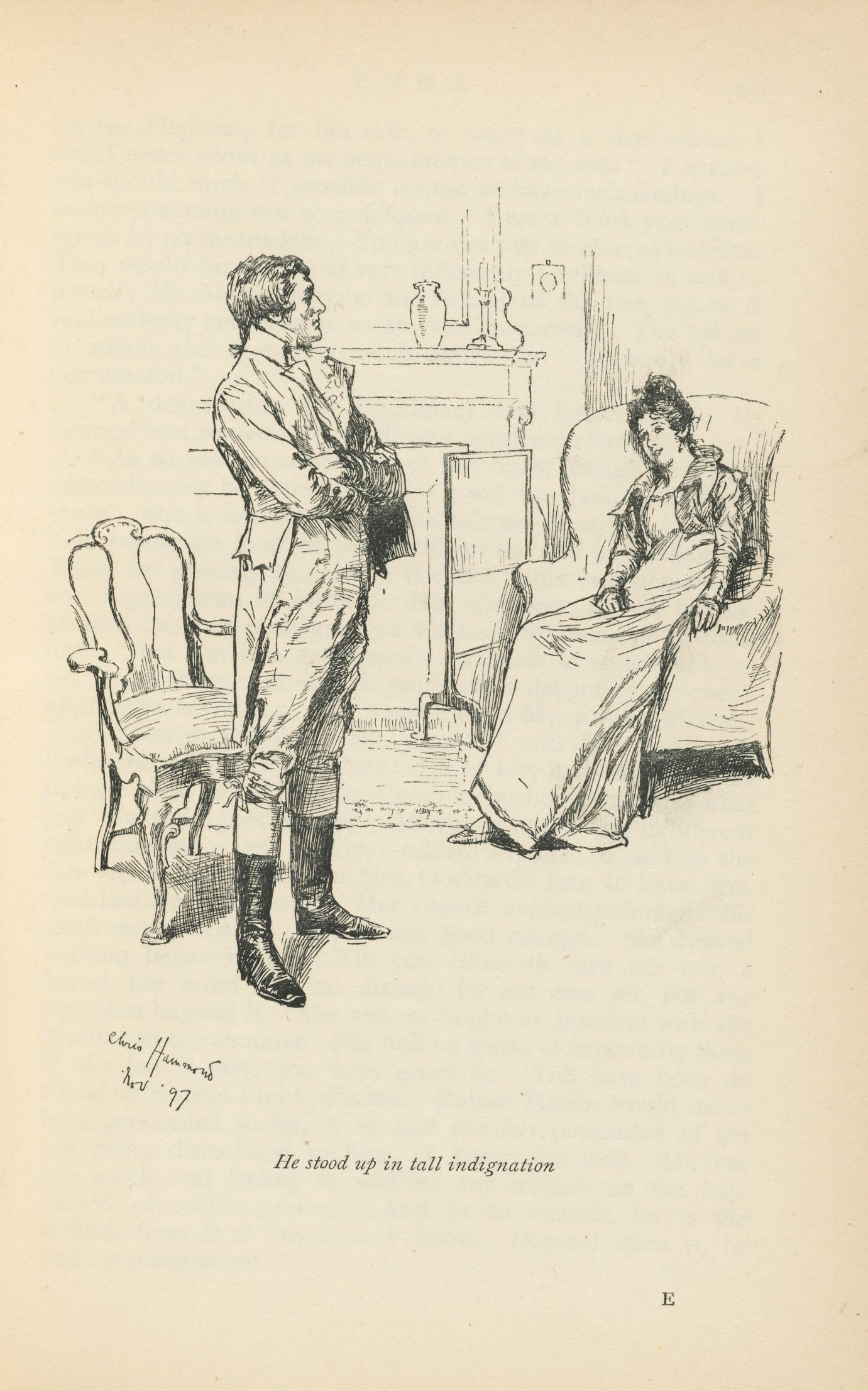
Mr Knightley se fâche devant la prétention d'Emma. (Chris Hammond 1898)

L'amour de Knightley pour Emma, la seule émotion qu'il ne peut pas contrôler totalement, le conduit à commettre ses seules erreurs de jugement, et même à perdre plusieurs fois la maîtrise de soi : par exemple, il est furieux lorsqu'elle incite Harriet à refuser Robert Martin, qu'il considère comme un respectable, intelligent gentleman-farmer, ou lui reproche vivement son comportement à Box Hill, lorsqu'elle se moque cruellement de Miss Bates.

## Mr Knightley vs Franck Churchill
De même que la prétention d'élégance et le snobisme de Mrs Elton servent de miroir déformant à Emma, le léger, aimable, égoïste et frivole Franck Churchill, qui se complait dans les rapports truqués, sert de repoussoir à l'honnête, sérieux, généreux et loyal George Knightley. Ils ont pourtant des points communs : tous deux sont perspicaces, chaleureux, dynamiques, mais Franck devient un rival pour Knightley qui souffre de voir Emma manifester tant de vivacité et de plaisir dans la compagnie du jeune homme.
Franck va servir en quelque sorte de révélateur à Knightley concernant ses véritables sentiments pour Emma : avant même de le rencontrer, il le juge négativement et décide qu'il ne l'aime pas, avec une « irritation marquée » qui surprend Emma (I, 18). Et quand il la croit vraiment attachée au jeune homme, il réagit avec une impulsivité inhabituelle, en fuyant sur un coup de tête à Londres. Il lui avouera bien plus tard (III, 13), quand tous les malentendus entre eux seront éclaircis, qu'il a été dès le début jaloux de Franck et c'est cette jalousie qui lui a sans doute fait découvrir son amour pour elle .